# Cheverella galapagensis
Cheverella galapagensis is een vlinder uit de familie van de grasmotten (Crambidae). De wetenschappelijke naam van deze soort is voor het eerst voorgesteld door Bernard Landry in een publicatie uit 2011.
De soort komt voor op de Galapagoseilanden.